# Treats!
treats! (o anche Treats, Treats!, Treats Magazine o Treats! Magazine) è una rivista statunitense erotica e di belle arti disponibile principalmente via abbonamento esordita nel 2011; inizialmente la frequenza di pubblicazione era semestrale, per poi diventare trimestrale.

## Contenuti
treats! si descrive come «un'edizione limitata, stampa di belle arti e pubblicazione digitale disponibile solo su abbonamento e venduta in edicole, librerie e boutique selezionate in tutto il mondo». Il contenuto letterario della rivista è stato definito di «centro-sinistra» dal Daily Beast. La rivista, che ha sede a Los Angeles, è descritta da USA Today, HuffPost e The New York Times come «erotica artistica». Adam Tschorn del Los Angeles Times ha notato che le fotografia di nudo presenti nella rivista fossero «praticamente indistinguibili» da quelle presenti in Playboy, nonostante la fatturazione «trimestrale delle belle arti».

## Controversie
Nel 2018, il proprietario ed editore Steve Shaw è stato citato in giudizio da Cameron e Tyler Winklevoss che presumevano che Shaw avesse gestito male $1,3 milioni che avevano investito nella rivista. A sua volta, egli sostenne che i gemelli Winklevoss abbiano usato la rivista per «far avanzare la loro agenzia squallida» e che nessun fondo è stato gestito male. Shaw ha inoltre affermato che i Winklevoss avevano fatto «la promessa di annunciare pubblicamente il loro investimento in Treats!, usando il loro marchio per far crescere la società indotta da Shaw per un tornaconto personale». Questa controquerela è stata respinta dalla Corte di Chancery.

## Formati
La rivista offre abbonamenti sia cartacei che digitali, e ha numeri arretrati disponibili per la vendita in entrambi i formati. Inoltre, sono disponibili per l'acquisto stampe di alta qualità della collezione di foto da $100 in poi. Sebbene affermi di essere una rivista trimestrale, Treats ha pubblicato solo due edizioni all'anno per ogni anno solare della sua esistenza fino ad oggi: 2011, 2012, e 2013. Solo una edizione è stata pubblicata nel 2014, 2015, 2016, 2017, 2018 e 2019.
La rivista è disponibile anche digitalmente in diversi formati, come su Zinio per iPad, app per telefoni cellulari, nonché tramite il sito web ufficiale, blog e vari social media.